# Brevicollus
Brevicollus is een monotypisch geslacht uit de familie Polycitoridae en de orde Phlebobranchia uit de klasse der zakpijpen (Ascidiacea).

## Soorten
- Brevicollus tuberatus Kott, 1990